# Communauté de communes du pays de Dol et de la baie du Mont-Saint-Michel
La communauté de communes du pays de Dol et de la baie du Mont-Saint-Michel est une communauté de communes française, créée au 1er janvier 2017 et située dans le département d'Ille-et-Vilaine et la région Bretagne.

## Histoire
La communauté de communes est créée au 1er janvier 2017 par arrêté préfectoral du 9 décembre 2016. Elle est issue de la fusion de la communauté de communes du pays de Dol-de-Bretagne et de la baie du Mont-Saint-Michel avec la communauté de communes de la baie du Mont-Saint-Michel.

## Territoire communautaire

### Géographie
Située dans le nord  du département d'Ille-et-Vilaine, la communauté de communes du Pays de Dol et de la Baie du Mont Saint-Michel regroupe 19 communes et s'étend sur 321,7 km2.

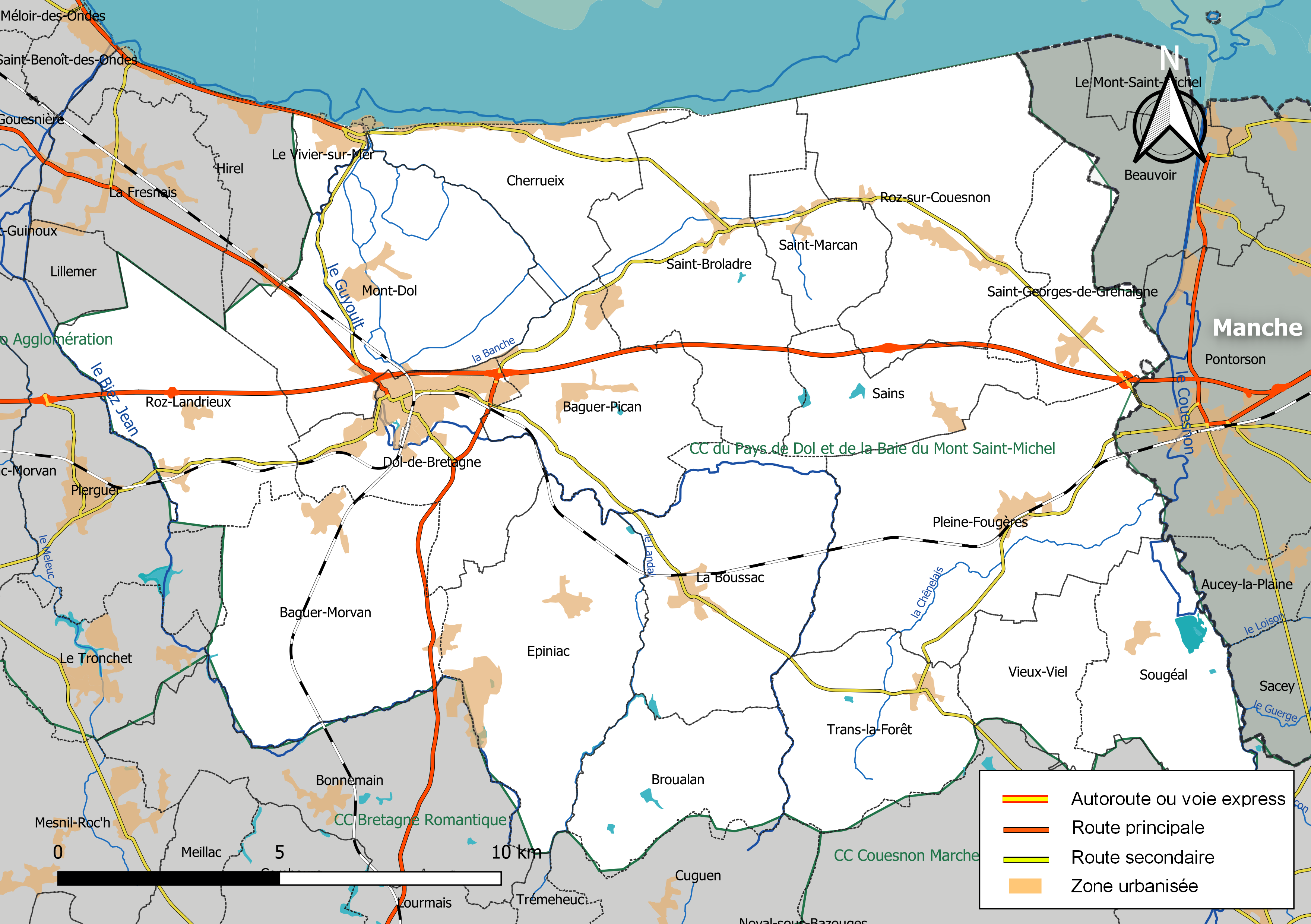
Carte de la communauté de communes du Pays de Dol et de la Baie du Mont Saint-Michel au 1er janvier 2019.

### Composition
La communauté de communes est composée des 19 communes suivantes :

| Nom                        | Code Insee | Gentilé          | Superficie (km2) | Population (dernière pop. légale) | Densité (hab./km2) |
| -------------------------- | ---------- | ---------------- | ---------------- | --------------------------------- | ------------------ |
| Dol-de-Bretagne (siège)    | 35095      | Dolois           | 15,53            | 5 786 (2022)                      | 373                |
| Baguer-Morvan              | 35009      | Baguerrois       | 23,11            | 1 697 (2022)                      | 73                 |
| Baguer-Pican               | 35010      | Picanais         | 15,63            | 1 764 (2022)                      | 113                |
| La Boussac                 | 35034      | Boussacquais     | 21,93            | 1 250 (2022)                      | 57                 |
| Broualan                   | 35044      | Broualanais      | 12,76            | 411 (2022)                        | 32                 |
| Cherrueix                  | 35078      | Chérullais       | 12,69            | 1 106 (2022)                      | 87                 |
| Epiniac                    | 35104      | Epiniacais       | 23,77            | 1 423 (2022)                      | 60                 |
| Mont-Dol                   | 35186      | Mont-Dolois      | 26,44            | 1 076 (2022)                      | 41                 |
| Pleine-Fougères            | 35222      | Pleine-Fougerais | 31,98            | 1 978 (2022)                      | 62                 |
| Roz-Landrieux              | 35246      | Rozéens          | 18,1             | 1 376 (2022)                      | 76                 |
| Roz-sur-Couesnon           | 35247      | Rozéens          | 25,86            | 1 036 (2022)                      | 40                 |
| Sains                      | 35248      | Sainsois         | 10,25            | 457 (2022)                        | 45                 |
| Saint-Broladre             | 35259      | Broladrais       | 23,81            | 1 166 (2022)                      | 49                 |
| Saint-Georges-de-Gréhaigne | 35270      | Gréhaignois      | 12,15            | 377 (2022)                        | 31                 |
| Saint-Marcan               | 35291      | Marcanais        | 7,68             | 432 (2022)                        | 56                 |
| Sougeal                    | 35329      | Sougelais        | 14,15            | 544 (2022)                        | 38                 |
| Trans-la-Forêt             | 35339      | Transéens        | 14,83            | 638 (2022)                        | 43                 |
| Vieux-Viel                 | 35354      | Vieux-Viellois   | 8,77             | 328 (2022)                        | 37                 |
| Le Vivier-sur-Mer          | 35361      | Vivarais         | 2,24             | 1 062 (2022)                      | 474                |

### Démographie
| 1968   | 1975   | 1982   | 1990   | 1999   | 2010   | 2015   | 2017   | 2019   |
| ------ | ------ | ------ | ------ | ------ | ------ | ------ | ------ | ------ |
| 20 536 | 19 845 | 19 631 | 19 867 | 19 753 | 22 748 | 23 489 | 23 525 | 23 602 |

| 2020   | 2021   | - | - | - | - | - | - | - |
| ------ | ------ | - | - | - | - | - | - | - |
| 23 718 | 23 791 | - | - | - | - | - | - | - |

## Administration

### Siège
Le siège de la communauté de communes est à Dol-de-Bretagne, 17 rue de la Rouelle.

### Tendances politiques
| Commune                    | Maire                  | Étiquette | Étiquette |
| -------------------------- | ---------------------- | --------- | --------- |
| Baguer-Morvan              | Olivier Bourdais       |           | SE        |
| Baguer-Pican               | Sylvie Duguépéroux     |           | DVD       |
| La Boussac                 | Christine Fauvel       |           | SE        |
| Broualan                   | André Davy             |           | SE        |
| Cherrueix                  | Jean-Michel Taillebois |           | SE        |
| Dol-de-Bretagne            | Denis Rapinel          |           | UDI       |
| Épiniac                    | Sylvie Ramé-Prunaux    |           | DVD       |
| Mont-Dol                   | Marie-Élisabeth Solier |           | SE        |
| Pleine-Fougères            | Louis Thébault         |           | UDI       |
| Roz-Landrieux              | François Mainsard      |           | DVC       |
| Roz-sur-Couesnon           | Christophe Fambon      |           | SE        |
| Sains                      | Nicolas Bathellier     |           | SE        |
| Saint-Broladre             | Jean-François Gobichon |           | DVD       |
| Saint-Georges-de-Gréhaigne | Jean-Pierre Héry       |           | DVD       |
| Saint-Marcan               | Louis Leport           |           | DVD       |
| Sougeal                    | Rémi Chapdelaine       |           | SE        |
| Trans-la-Forêt             | Janine Lejanvre        |           | DVD       |
| Vieux-Viel                 | Gérard Dufeu           |           | SE        |
| Le Vivier-sur-Mer          | Carole Cerveau         |           | SE        |

### Conseil communautaire
Les 41 conseillers titulaires sont ainsi répartis selon le droit commun comme suit :
| Nombre de conseillers | Communes |
| --------------------- | --- |
| 8                     | Dol-de-Bretagne                                                                                              |
| 4                     | Pleine-Fougères                                                                                              |
| 3                     | Baguer-Morvan, Baguer-Pican                                                                                  |
| 2                     | La Boussac, Cherrueix, Épiniac, Mont-Dol, Roz-sur-Couesnon, Roz-Landrieux, Saint-Broladre, Le Vivier-sur-Mer |
| 1 (+1 suppléant)      | Broualan, Sains, Saint-Georges-de-Gréhaigne, Saint-Marcan, Sougeal, Trans-la-Forêt, Vieux-Viel               |

### Élus
La communauté de communes est administrée par son conseil communautaire constitué en 2020 de 41 conseillers communautaires, qui sont des conseillers municipaux représentant chacune des communes membres.
À la suite des élections municipales de 2020 en Ille-et-Vilaine, le conseil communautaire du 5 juin 2020 a réélu son président, Denis Rapinel, maire de Dol-de-Bretagne, ainsi que ses 8 vice-présidents.
Le bureau est remanié le 27 août 2020, à la suite de la démission de Jean-Luc Bourgeaux, maire de Cherrueix devenu député de la 7e circonscription, et depuis cette date, la liste des vice-présidents est la suivante :
|     | Attributions                                                             | Identité               | Qualité                                |
| --- | ------------------------------------------------------------------------ | ---------------------- | -------------------------------------- |
| 1er | Aménagement du territoire, cadre de vie et développement touristique     | Louis Thébault         | Maire de Pleine-Fougères               |
| 2e  | Petite enfance, enfance et jeunesse                                      | Sylvie Ramé-Prunaux    | Maire d'Épiniac                        |
| 3e  | Collecte, traitement et valorisation des déchets                         | Louis Leport           | Maire de Saint-Marcan                  |
| 4e  | Environnement                                                            | Jean-Pierre Héry       | Maire de Saint-Georges-de-Gréhaigne    |
| 5e  | Développement économique et emploi                                       | Jean-François Gobichon | Maire de Saint-Broladre                |
| 6e  | Lecture publique et vie associative                                      | Sylvie Commereuc       | 1re adjointe au maire de Baguer-Morvan |
| 7e  | Gestion et entretien du patrimoine et réussite éducative                 | Christophe Fambon      | Maire de Roz-sur-Couesnon              |
| 8e  | Finances, marchés publics, ressources humaines et équipements aquatiques | François Mainsard      | Maire de Roz-Landrieux                 |

Ensemble, ils forment le bureau communautaire pour la période 2020-2026.

### Liste des présidents
| Période         | Période  | Identité      | Étiquette | Qualité                                |
| --------------- | -------- | ------------- | --------- | -------------------------------------- |
| 19 janvier 2017 | En cours | Denis Rapinel | UDI       | Maire de Dol-de-Bretagne (depuis 2008) |